# Dignitatis humanae
Dignitatis humanae (łac. Godności ludzkiej) – deklaracja o wolności religijnej uchwalona na Soborze Watykańskim II. Została promulgowana 7 grudnia 1965 roku i zawiera moralną naukę Kościoła katolickiego na temat wolności religijnej. Składa się z 15 punktów.

## Historia
Pierwszy schemat o wolności religijnej został przedstawiony 19 listopada 1963 roku przez Émile'a-Josepha De Smedta i stanowił piąty rozdział wstępnego projektu dekretu o ekumenizmie. Po drugiej sesji soboru schemat stał się osobnym dokumentem w charakterze aneksu do dekretu o ekumenizmie. Tekst deklaracji był dyskutowany podczas trzeciej sesji, ale nie wypracowano wówczas jedności, w związku z czym do końca stycznia 1965 roku biskupi mogli składać uwagi dotyczące tekstu deklaracji. W dniach 15–22 września 1965 roku odbyła się pierwsza dyskusja nad tekstem, a po przeredagowaniu tekstu w dniach 26–27 października – druga. 19 listopada odbyło się głosowanie nad tekstem deklaracji, która została przyjęta 1954 głosami przy 249 głosach przeciw. 7 grudnia na kongregacji publicznej ostateczny tekst deklaracji przyjęło 2308 głosów przy 70 głosach przeciw.

## Treść
Deklaracja podzielona została na dwie części, zatytułowane „Ogólne uzasadnienie wolności religijnej” oraz „Wolność religijna w świetle Objawienia”.
Podstawy wolności religijnej deklaracja upatruje w godności osoby ludzkiej i prawie Bożym. Godność osoby ludzkiej o tyle uzasadnia wolność religijną, że rozum i wolna wola przynaglają do poszukiwania prawdy (m.in. religijnej), tj. szukania prawdy, trwania przy niej i kształtowania życia według niej. Zdaniem deklaracji Objawienie nie formułuje wprost prawa do wolności religijnej, ale prawo to zawiera się w głoszonych przez Objawienie zasadach stanowiących podstawy wolności religijnej (godność osoby ludzkiej, szacunek Chrystusa do wolności człowieka, zgoda wolności religijnej z wolnością aktu wiary).
Wolność religijna zdaniem deklaracji jest wolnością od przymusu i działania wbrew sumieniu. W ten sposób ludzie mogą podejmować decyzje zgodne z ich naturą. Za wolnością idzie prawo do wyrażania przekonań zarówno prywatnie, jak i publicznie. Deklaracja podkreśla, że społeczność i instytucje winny respektować prawo wolności religijnej i nie stosować przymusu. Deklaracja podkreśla fakt, iż wolność religijna pojawiła się w konstytucjach wielu państw jako prawo obywatelskie. Uczestnikami tego prawa są zarówno wierzący, jak i niewierzący. Wśród podmiotów prawa do wolności religijnej deklaracja wymienia także wspólnoty religijne i rodzinę.